# Yun Ju-tae
Đây là một tên người Triều Tiên, họ là Yun.
Yun Ju-tae (sinh ngày 22 tháng 6 năm 1990) là một cầu thủ bóng đá Hàn Quốc thi đấu cho Sangju Sangmu ở vị trí tiền đạo.

## Sự nghiệp
Sau khi học tập tại Đại học Yonsei, Yun ký hợp đồng với câu lạc bộ Đức FSV Frankfurt vào tháng 5 năm 2011, có màn ra mắt ở mùa giải 2011–12. Sau đó anh thi đấu cho SV Sandhausen và FC Seoul. Anh có màn ra mắt cho FC Seoul ngày 19 tháng 3 năm 2014, trong trận đấu tại Giải vô địch bóng đá các câu lạc bộ châu Á với câu lạc bộ Nhật Bản Sanfrecce Hiroshima.
Anh gia nhập Sangju Sangmu để thực hiện nghĩa vụ quân sự after mùa giải 2016 kết thúc.

## Thống kê sự nghiệp
Tính đến 14 tháng 9 năm 2016
| Câu lạc bộ           | Mùa giải            | Giải vô địch | Giải vô địch | Cúp     | Cúp       | Châu lục | Châu lục  | Tổng    | Tổng      |
| Câu lạc bộ           | Mùa giải            | Số trận      | Bàn thắng    | Số trận | Bàn thắng | Số trận  | Bàn thắng | Số trận | Bàn thắng |
| -------------------- | ------------------- | ------------ | ------------ | ------- | --------- | -------- | --------- | ------- | --------- |
| FSV Frankfurt        | 2011–12             | 17           | 2            | 1       | 0         | 0        | 0         | 18      | 2         |
| FSV Frankfurt        | 2012–13             | 13           | 1            | 1       | 0         | 0        | 0         | 14      | 1         |
| FSV Frankfurt        | Tổng                | 30           | 3            | 2       | 0         | 0        | 0         | 32      | 3         |
| SV Sandhausen (mượn) | 2012–13             | 11           | 0            | 0       | 0         | 0        | 0         | 11      | 0         |
| FC Seoul             | 2014                | 10           | 2            | 2       | 1         | 4        | 1         | 16      | 4         |
| FC Seoul             | 2015                | 26           | 9            | 2       | 1         | 3        | 3         | 29      | 13        |
| FC Seoul             | 2016                | 14           | 2            | 2       | 2         | 5        | 1         | 21      | 5         |
| FC Seoul             | Tổng                | 50           | 13           | 6       | 4         | 12       | 5         | 68      | 22        |
| Tổng cộng sự nghiệp  | Tổng cộng sự nghiệp | 91           | 16           | 8       | 4         | 12       | 5         | 111     | 25        |